# Лават, Кета
Энрикьета Маргарита Лават Байона, более известная как Кета Лават (исп. Enriqueta Margarita Lavat Bayona; Queta Lavat) (22 февраля 1929, Мехико, Мексика — 4 декабря 2023, там же) — мексиканская актриса театра и кино и мастер дубляжа, внёсшая огромный вклад в историю мексиканского кинематографа — 138 ролей в кино и телесериалах.

## Биография
Родилась 22 февраля 1929 года в Мехико в семье Франсиско Лавата Верастеги и Эдельмиры Байона Оропеса. У неё было шесть братьев и сестёр: Хорхе (1933—2011), Хосе (1948—2017), Мария Елена, Марта, Пакита и Франсиско — двое из них (Хорхе и Хосе) также стали актёрами. С детства она проявляла любовь к танцам и пению, поэтому ее записали в танцевальные классы в Академию Ширли, где училась ее двоюродная сестра Мария Елена Маркес и где она познакомилась с будущими девушками-актрисами Бланкой Эстелой Павон и Сильвией Дербес. Хотя изначально у нее была цель стать звездой, она изменила своё мнение о танцах, когда увидела, что танцоры носят минимум одежды для выступлений, поэтому вместо увлечения танцами, при поддержке её семьи, в 1945 году он решил попытать счастья в радионовеллах, транслируемые радиостанцией.
Благодаря участию в радионовеллах, она и стала киноактрисой. Это произошло после того, как её двоюродная сестра выиграла конкурс между 1941 и 1942 годами, что дало как ей, так и двоюродной сестре возможность начать карьеру киноактрисы. В мексиканском кинематографе дебютировала в 1946 году и с тех пор снялась в 138 работах в кино и телесериалах. Во время съемок «Перлы» двоюродный брат познакомил её с Армандо Каррильо Руисом, оператором, который был ассистентом Алекса Филлипса. Когда она встретила его, она влюбилась в него, и со временем они стали встречаться.
После восьми лет знакомства в 1952 году они поженились, и от этого брака у них родилось четверо детей: один из них — спортивный комментатор Пабло Каррильо, сыгравший роль Гюго в фильме 1969 года «Каменная книга», а также Армандо, Тереза и Энрике, которые появился в фильмах «Доминго Сальвахе» в 1967 году и «Сор Йе-Йе» в 1968 году. Актриса прожила вместе со своим супругом 42 года, он скончался 17 июня 1994 года. Её муж был похоронен в Сипресес Пантеон, расположенном в Наукальпан-де-Хуарес, штат Мехико. В начале 1950-х годах стала работать в театре, появившись в пьесах, в которых она работала вместе с такими артистами, как Мигель Мансано, Иоланда Мерида и Хорхе Мистраль. Позднее Маноло Фабрегас пригласил её работать с ним в Театре де лос Инсургентес, где она поставила пьесу «Разлучение с Сильвией Пиналь», а также он взял её в Театр дель Боске Хулио Кастильо, где включил ее в мюзикл «Кольцо, кольцо, зовет любовь», в котором она также появилась вместе с Мануэлем «Эль Локо Вальдесом», Сильвией Пиналь и Гильермо Ривасом «Эль Боррас». С другой стороны, Маркес всегда уговаривал её продолжать сниматься в кино, даже когда она боялась оказаться перед камерами. Как только ему удалось это установить, он дал ей возможность решить, остаться ли ей в кино или уйти из него. В этот момент актриса решила продолжить свою карьеру как в театре, так и в кино и решила подписать контракт с Профсоюзом работников STPC, отделением массовки, снимавшейся в фильмах, снятых в период «Золотого века мексиканского кинематографа».
Начав с вышеизложенного и выбрав быть только актрисой второго плана, она стала активно работать в кино. В то же время, как и её братья Хорхе и Хосе, она также работала актрисой дубляжа и озвучивала несколько зарубежных сериалов, фильмов и мультфильмов, таких как «Звездный путь: Оригинальный сериал», «Я мечтаю о Джинни», «Джетсоны», «Хайди», «Из России с любовью» и «Прощай, моя любимая». После окончания эпохи «Золотого века мексиканского кинематографа» актриса массово переключилась на телесериалы, снимаясь в малозначимых и эпизодических ролях, при этом продолжив активно сниматься в фильмах и играть роли в спектаклях. Поскольку в конце 1990-х — начале 2000-х годов уровень мексиканского национального кинематографа резко упал, актриса полностью перешла на телесериалы и в этот период стала получать главные и ведущие роли. В 2010-е годы актриса продолжила успех на том же уровне, снявшись в ряде популярных телесериалов и по-прежнему получала главные и ведущие роли.
В 2021 году актриса была признана единственной актрисой эпохи «Золотого века мексиканского кинематографа», которая работала во всех киношных сферах деятельности. В том же году Лават завела аккаунт в TikTok и стала постить один контент за другим. Всего актриса была номинирована на семь различных премий, при этом шесть премий с уверенностью оказались в руках у актрисы, ибо она победила (проигрышной премией являлась TVyNovelas, где актриса боролась за победу в номинации «Лучшая актриса» за телесериал «Узурпаторша» (2020)).

### Последние годы жизни
В последние годы своей жизни актриса заболела раком груди, но никто об её болезни не знал, даже её родня, ибо актриса скрыла от всех свой страшный диагноз.
Скончалась 4 декабря 2023 года от рака груди.. Её тело по желанию самой актрисы было кремировано в тот же день, урна с прахом была передана их родственникам и те 6 декабря 2023 года захоронили урну с прахом в семейной могиле на кладбище Санта-Крус-дель-Педрегал, расположенном в Мехико.

## Фильмография

### Телесериалы
- 1958 — «Шаг над пропастью»
- 1990 — «Я покупаю эту женщину»
- 2007 — «Секс и другие секреты»
- 2008—2023 — «Роза Гваделупе»
- 2008—2009 — «Во имя любви»
- 2009—2010 — «Хамелеоны»
- 2009—2010 — «Море любви»
- 2011 — «Сила судьбы»
- 2011 — «Как говорится»
- 2013 — «Непокорное сердце»
- 2013 — «Лгать, чтобы жить»
- 2013 — «Новая жизнь»
- 2014 — «Какие же богатые эти бедные»
- 2015 — «Любовь на районе»
- 2016 — «Отель секретов»
- 2018 — «Эта история мне знакома»
- 2019 — «Узурпаторша»
- 2021 — «SOS, я влюбляюсь»

### Фильмы
- 1971 — Есения